# 阿卡迪亞 (地區)

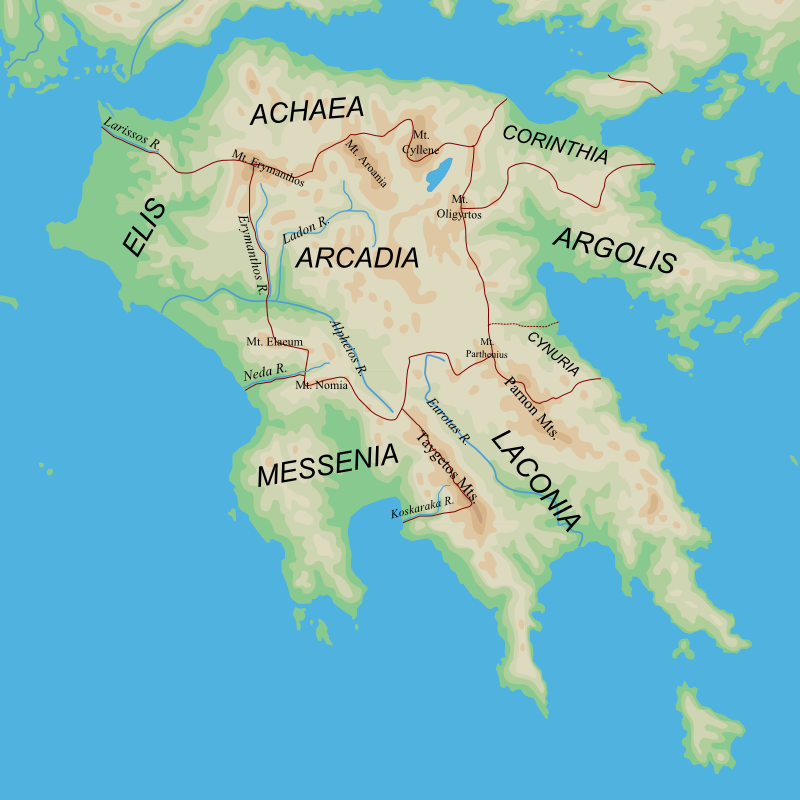
伯羅奔尼撒半島地圖，阿卡迪亞（ARCADIA）位於中央

阿卡迪亞（希臘語：Ἀρκαδία），又译为阿卡狄亚，是希臘南部的一個历史地理地區，位於伯羅奔尼撒半島的中央位置。阿卡迪亞的範圍與現今的希臘行政區阿卡迪亞專區大略重疊，不過阿卡迪亞專區的範圍亦包含伯羅奔尼撒半島東部一部分沿海地區。
阿卡迪亞的名稱來自於阿卡斯，希臘神話中的一個人物。傳說阿卡迪亞亦是赫耳墨斯與其子潘的故鄉。阿卡迪亞的第一座城市，迈加洛波利斯，於前371年建立。前362年的曼丁尼亞戰役戰場就在阿卡迪亞，該場戰役使底比斯取代斯巴達成為希臘霸主。